# 千坂高敦
千坂 高敦（ちさか たかあつ）は、江戸時代中期の出羽国米沢藩の重臣で、奉行（国家老相当）などを務めた千坂氏当主。藩主上杉治憲の改革を批判し、竹俣当綱（美作）の免職を要求した須田満主（伊豆）や芋川延親が主導する七家騒動に加担して失脚した。家格は侍組分領家。通称は対馬。諱は高敦。

## 経歴
江戸家老格の廣居清応（左京）の長男として誕生し、延享3年（1746年）8月3日、伯父千坂興親の養子として千坂氏の家督を相続。宝暦3年（1753年）侍頭、宝暦9年（1759年）に実父の清応が江戸家老格から江戸家老になったが、その2年後の宝暦11年（1761年）8月3日に高敦は侍頭から奉行に就任する。
宝暦13年（1763年）に竹俣当綱による森利真（平右衛門）の誅殺が行われるが、芋川正令（縫殿）らとともにこれを支持する。
明和2年（1765年）に実父の廣居清応が隠居し、弟の廣居忠起（図書）が廣居家を相続。
安永2年（1773年）に七家騒動に加担するが、同年7月1日の裁定により、色部照長（典膳）ともども奉行免職の上で隠居・閉門・石高半減を命じられる。千坂家家督は息子の千坂清高（与市）が相続。また、同年7月5日には当時隠居していた上杉重定の小姓頭で弟の廣居忠起が江戸家老となる。
安永4年（1775年）7月には色部ら同様に閉門を解かれる。